# Claire Rosinkraz
Claire Rosinkranz (nacida el 2 de enero de 2004) es una cantante y compositora estadounidense de California. Después de lanzar su música en las redes sociales, Rosinkranz firmó con Republic Records a la edad de 16 años. Tuvo su gran avance en 2020 con su sencillo "Backyard Boy" de su EP debut BeVerly Hills BoYfRiEnd.

## Historia
Rosinkranz ha estado haciendo música desde que tenía ocho años. Rosinkranz solía ayudar a su padre con ideas para canciones que estaba escribiendo para varios programas de televisión y comerciales. Rosinkranz obtuvo un amplio reconocimiento cuando su canción "Backyard Boy" se volvió viral en la aplicación para compartir videos TikTok. El primer EP de Rosinkranz fue lanzado en 2020, titulado BeVerly Hills BoYfRiEnd. Rosinkranz lanzó su segundo EP, 6 Of A Billion, en 2021.